# Syco Music
Syco Music, také známá jako Syco Records, je britská nahrávací společnost, založená Simonem Cowellem. Jeho dceřiná společnost je Syco Entertainment.

## Historie
Nahrávací společnost má kanceláře v Londýně a v Los Angeles. Syco má exkluzivní právo na podepsání smlouvy s vítězi a finalisty soutěže The X Factor a Got Talent. Debutového alba Susan Boyleové I Dreamed a Dream se prodalo přes 9 milionů kopií a stalo se tak nejvíce prodávaným albem poslední dekády a nejúspěšnějším vydáním toho roku. V roce 2009 se nejúspěšnějším vítězem talentové show stala Leona Lewis, kdy se jejího druhého singlu Bleeding Love z alba Spirit prodalo na 9 milionů kopií.
Originální základnu má společnost v Londýně, kdy pod sebou má většinu umělců na britském trhu. V roce 2010 pode sebe přijali producenta/zpěváka/skladatele Labyrintha. Syco poprvé souhlasilo s Columbia Records, že budou společně pracovat na kariéře Matta Cardleho – vítěze britského X Factoru.

## Umělci

### Aktuální umělci
V červenci 2014 mělo se společností podepsanou smlouvu 31 umělců:
- Alex & Sierra
- Melanie Amaro
- Sam Bailey
- Tamera Foster
- Susan Boyle
- Rachel Crow
- Diamond White
- Jackie Evancho
- Rebecca Ferguson
- Fifth Harmony
- Forte
- Ella Henderson
- Little Mix
- Bea Miller
- Olly Murs
- One Direction
- Ryan O'Shaughessy
- Molly Reinford
- Chris Rene
- Carly Rose Sonenclear
- Tate Stevens
- Union J
- Mayra Verónica
- Emblem 3
- Andrew Johnston
- Labrinth
- Collabro
- Bars and Melody

### Bývalí umělci
- Gareth Gates (2002-2006)
- Steve Brookstein (2004-2005)
- Bianca Ryan (2006-2008)
- Angelis (2006-2007)
- Leon Jackson (2007-2009)
- Same Difference (2007-2009)
- Rhydian (2007-2010)
- Paul Potts (2007-2010)
- Escala (2008-2010)
- Shayne Ward (2005-2011)
- Joe McElderry (2009-2011)
- Westlife (2002-2011)
- Matt Cardle (2010-2012)
- Ronan Parke (2011-2012)
- Alexandra Burke (2008-2012)
- Cher Lloyd (2010-2013)
- Loveable Rogues (2012-2013)
- Jonathan and Charlotte (2012-2014)
- James Arthur (2012-2014)